# Bibi Blocksberg és a varázsgömb
A Bibi Blocksberg és a varázsgömb (eredeti címén Bibi Blocksberg) egész estés német film. 
Németországban 2002. szeptember 27-én mutatták be.

## Szereposztás
| Szereplő            | Színész             | Magyar hang    | Leírás |
| ------------------- | ------------------- | -------------- | ------ |
| Bibi Blocksberg     | Sidonie von Krosigk | Kántor Kitty   |        |
| Florian             | Maximilian Befort   | Berkes Bence   |        |
| Barbara Blocksberg  | Katja Riemann       | Pápai Erika    |        |
| Rabia               | Corinna Harfouch    | Andresz Kati   |        |
| Bernhard Blocksberg | Ulrich Noethen      | Epres Attila   |        |
| Walpurgia           | Monika Bleibtreu    | Dallos Szilvia |        |